# Bukit (Betung)
Bukit is een bestuurslaag in het regentschap Banyuasin van de provincie Zuid-Sumatra, Indonesië. Bukit telt 6986 inwoners (volkstelling 2010).